# Survive the Game
Survive the Game è un film statunitense del 2021 diretto da James Cullen Bressack.

## Trama
Eric, un veterano da poco vedovo, si è ritirato nella sua fattoria.
Una mattina, Cal, un poliziotto, segue due trafficanti di droga che si sono rifugiati nella casa di Eric dopo una sparatoria in cui il partner di Cal, David Watson, è stato preso per ostaggio.
Comincia una lotta senza esclusioni di colpi.